# Edward Matthew Ward

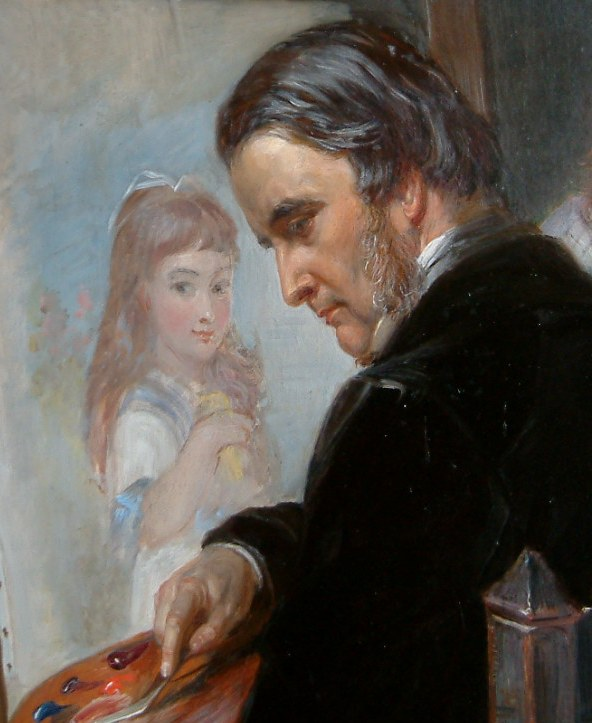
Autorretrato de Ward, representado trabajando en un retrato de una de sus hijas.

Edward Matthew Ward (14 de julio de 1816 - 15 de enero de 1879) fue un pintor inglés victoriano, famoso por sus murales en el palacio de Westminster, los cuales retratan episodios en la historia británica de la Revolución inglesa a la Revolución Gloriosa.

## Carrera

### Primeros años
Ward nació en Pimlico, Inglaterra. De joven, creó ilustraciones para el famoso libro Rejected Addresses, escrito por sus tíos James y Horace Smith. Asimismo, creó ilustraciones para las obras de Washington Irving. En 1830, ganó la "silver palette" de la Society of Arts. Con el apoyo de David Wilkie y de Francis Leggatt Chantrey, se convirtió en estudiante de la Royal Academy of Arts. En 1836, viajó a Roma, donde ganó una medalla de plata para la Academia de San Lucas en 1838 por su Cimabue y Giotto, que fue exhibido el año siguiente en la Royal Academy.
Mientras estudiaba en la Royal Academy, Ward se hizo miembro de The Clique, un grupo de pintores liderado por Richard Dadd. Como otros miembros de The Clique, Ward se consideraba a sí mismo como un seguidor de William Hogarth y David Wilkie, cuyos estilos eran distintivamente nacionales de carácter. Muchas de sus primeras pinturas estuvieron ambientadas en el siglo XVIII y fueron de temas hogarthianos. También, pintó episodios de la historia del siglo XVII, influenciado por el pensamiento de su amigo, el historiador Thomas Macaulay. Asimismo, pintó a personajes de la historia de la Revolución francesa. En 1843, entró en la competencia de dibujos del palacio de Westminster, pero no ganó premio alguno.

### Oposición al prerrafaelismo

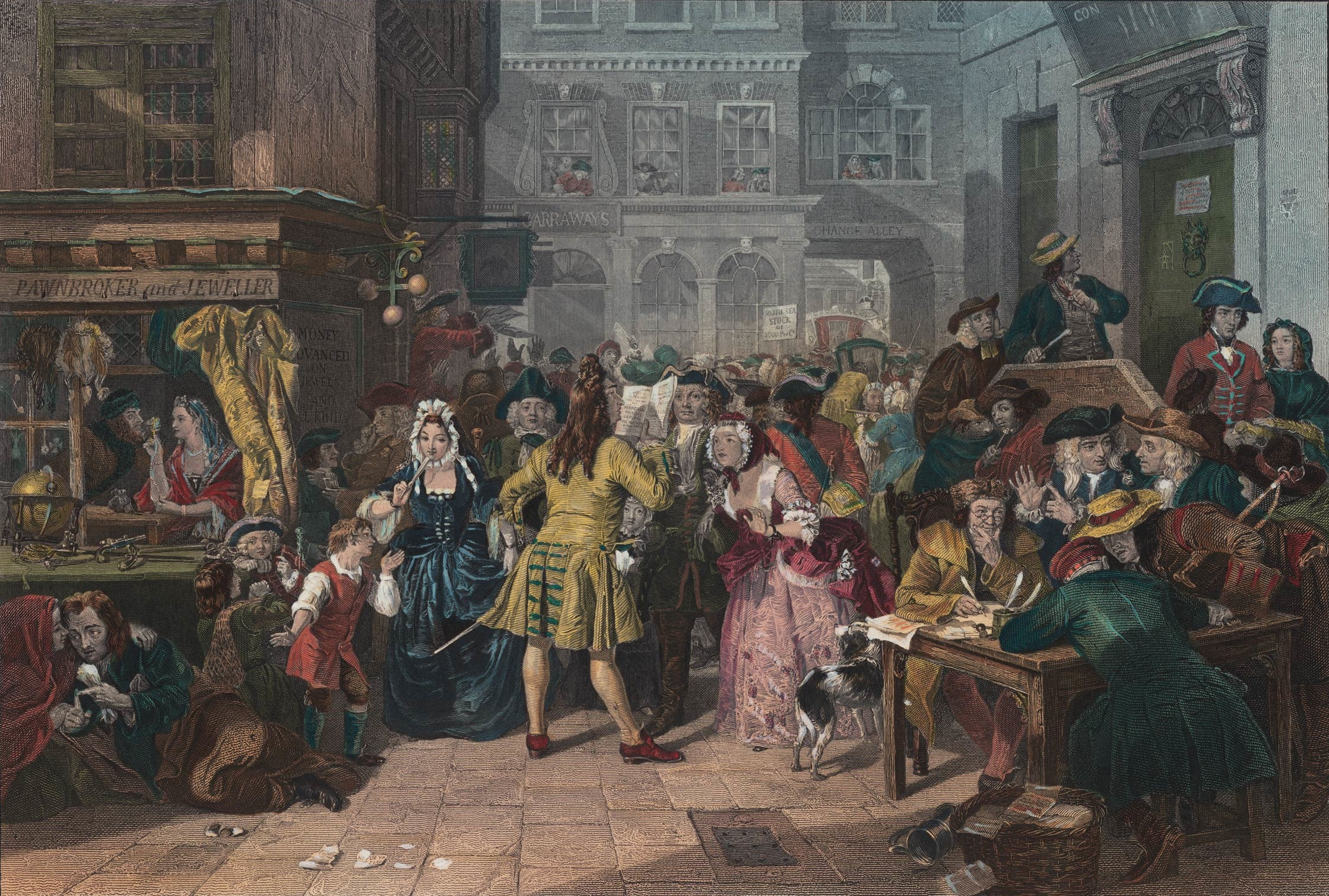
E.M. Ward, The South Sea Bubble (1846), un tema hogarthiano en la galería Tate.

En los años 1850, Ward entró en conflicto con la Hermandad Prerrafaelita, especialmente, con John Everett Millais, cuyo estilo artístico consideraba antibritánico. La pintura de Ward de "Charlotte Corday siendo llevada a la ejecución" ganó un premio en Liverpool a la "Ofelia" de Millais, lo que originó mucho debate en la época. 
Sus pinturas históricas llevaron a que se le encargara pintar ocho escenas en el corredor que llevaba a la Cámara de los Comunes, a pesar del hecho de no haber ganado nada en la competencia original de 1843. En ellas debía retratar episodios paralelos en los bandos realista y parlamentario en la guerra civil. Las pinturas de Ward mostraron las imágenes opuestas como si se confrontaran una a otra a lo largo del corredor.

### Últimos años

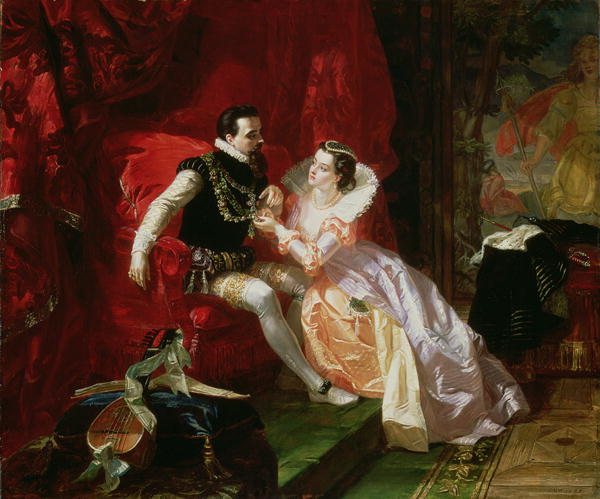
Leicester and Amy Robsart at Cumnor Hall (1866), de la novela Kenilworth de Walter Scott.

Ward continuó pintando versiones hogarthianas de episodios de la historia británica a lo largo de los años 1860, en especial, Hogarth's Studio in 1739 (1863, York Art Gallery), la Antechamber at Whitehall During the Dying Moments of Charles II (1865, Walker Art Gallery, Liverpool). En los años 1870, pintó algunos temas de género más moderno, pero hacia el final de la década comenzó a sufrir de una dolorosa enfermedad y de depresión, lo que resultó en su suicidio en 1879.

## Familia
En 1843, Ward conoció a una Henrietta Ward, de 11 años de edad (su nombre de soltera y casada eran el mismo, pero no existió relación) y se casaron en secreto en mayo de 1848, tras una fuga en la que ayudó el amigo de Ward, William Wilkie Collins. La madre de Henrietta nunca perdonó la fuga y la desheredó. Collins habría basado el argumento de su novela de 1852, Basil, en esta historia.
Henrietta también se convirtió en una pintora exitosa. Tras la muerte de su esposo, se hizo una importante profesora de arte y escribió dos memorias autobiográficas sobre su vida juntos. Su hijo Leslie Ward fue un caricaturista popular para la revista Vanity Fair, con el seudónimo 'Spy'.